# الکساندر واسیلیویچ الکساندروف
الکساندر واسیلیویچ الکساندروف (انگلیسی: Alexander Vasilyevich Alexandrov; ۱۳ آوریل ۱۸۸۳ – ۸ ژوئیهٔ ۱۹۴۶) یک موسیقی‌دان، آهنگ‌ساز، رهبر ارکستر، مدرس موسیقی، و پرسنل نظامی اهل امپراتوری روسیه بود.
او بنیان‌گذار «گروه موسیقی الکساندروف» و آهنگساز سرود ملی اتحاد جماهیر شوروی بود که در سال ۲۰۰۰ میلادی با شعری جدید، سرود ملی فدراسیون روسیه شد. وی همچنین استاد رشتهٔ موسیقی در کنسرواتوار دولتی چایکوفسکی مسکو هم بود.
از فیلم‌ها یا مجموعه‌های تلویزیونی که وی در آن‌ها نقش داشته‌است می‌توان به چپ‌دست اشاره نمود.
وی همچنین برندهٔ جوایزی همچون جایزه هنرمند مردمی اتحاد جماهیر شوروی، مدال دفاع از مسکو، نشان لنین و جایزه دولتی اتحاد شوروی شده‌است.